# 43954 Чинов
43954 Чинов (43954 Chýnov) — астероїд головного поясу, відкритий 7 лютого 1997 року.
Тіссеранів параметр щодо Юпітера — 3,599.